# Chiesa di Sant'Antonio Abate (Acqui Terme)
La chiesa di Sant'Antonio Abate è una chiesa di rito Cattolico Romano in stile barocco, situata in Via Bella nella Piazzetta don Galliano, nella città di Acqui Terme, in Provincia di Alessandria, Piemonte, Italia.

## Storia e descrizione
La chiesa fu commissionata nel 1608 dall'ordine Barnabita, e dedicata a San paolo, e associata al convento locale con lo stesso nome. Fu ricostruita nel 1701. Nel 1812 la custodia della chiesa fu conferita alla Confraternita di San't Antonio. Gli scranni del coro e il pulpito sono in stile Rococo, le sagrestia è invece Barocca.
La chiesa ospita quattro dipinti del XVIII secolo che raffigurano i Santi Ambrogio, Agata, Teresa e Giovanni Nepomuceno, che sembrano essere appartenuti all'oratorio. La statua in legno della Vergine risale al XVIII secolo. L'organo fu costruito nel 1837 dal pistoiese Giosuè Agati.